# Asanda Sishuba
Asanda Sishuba, né le 13 avril 1980 au Cap, est un footballeur sud-africain. Il évolue au poste de milieu gauche ou d'attaquant. Il a joué la majeure partie de sa carrière en Belgique mais est toujours sans club depuis la faillite de son dernier club, l'Excelsior Mouscron, en décembre 2009.

## Carrière
Asanda Sishuba commence sa carrière dans son pays natal au FC Fortune. En 2002, il est recruté par le Royal Excelsior Mouscron, un club de première division belge. Il y reste une saison puis rejoint l'Antwerp. Le club est relégué en Division 2 en fin de saison mais le joueur décide de rester. Un an plus tard, il rejoint les rangs de Beringen Heusden-Zolder, une autre équipe de deuxième division. En mars 2006, le club limbourgeois tombe en faillite et le joueur se retrouve libre de s'engager avec une autre équipe. Il termine la saison à Saint-Trond, en Division 1, où il signe un contrat jusqu'en juin 2007, prolongé dans le courant de l'année 2006 pour une saison supplémentaire. Néanmoins, le joueur est versé dans le noyau B de l'équipe durant la première moitié de la saison 2007-2008 et, le 31 janvier 2008, il est autorisé par sa direction à quitter le club gratuitement pour retourner à l'Excelsior Mouscron. Il reste au club jusqu'à sa mise en faillite en décembre 2009 puis se retrouve sans équipe. Il passe des tests à Strasbourg en janvier 2010 qui ne s'avèrent pas concluants et reste donc au chômage. En décembre 2012, il est invité à s'entraîner avec le KFC Dessel Sport mais encore une fois, ce test ne débouche pas sur un contrat.

## Statistiques
| Saison                | Club                    | Championnat           | Championnat | Championnat | Coupe(s) nationale(s) | Coupe(s) nationale(s) | Compétition(s) continentale(s) | Compétition(s) continentale(s) | Compétition(s) continentale(s) | Total | Total |
| Saison                | Club                    | Division              | M.          | B.          | M.                    | B.                    | Comp.                          | M.                             | B.                             | M.    | B.    |
| 2002-2003             | RE Mouscron             | Division 1            | 17          | 1           | 2                     | 0                     | C3                             | 3                              | 0                              | 22    | 1     |
| 2003-2004             | R. Antwerp FC           | Division 1            | 26          | 0           | 1                     | 0                     | -                              | 0                              | 0                              | 27    | 0     |
| 2004-2005             | R. Antwerp FC           | Division 2            | 16          | 2           | 1                     | 0                     | -                              | 0                              | 0                              | 17    | 2     |
| 2005-2006             | Beringen Heusden-Zolder | Division 2            | 17          | 6           | 1                     | 0                     | -                              | 0                              | 0                              | 18    | 6     |
| 2005-2006             | K Saint-Trond VV        | Division 1            | 5           | 0           | 0                     | 0                     | -                              | 0                              | 0                              | 5     | 0     |
| 2006-2007             | K Saint-Trond VV        | Division 1            | 31          | 7           | 2                     | 0                     | -                              | 0                              | 0                              | 33    | 7     |
| 2007-2008             | K Saint-Trond VV        | Division 1            | 17          | 1           | 1                     | 0                     | -                              | 0                              | 0                              | 18    | 1     |
| 2007-2008             | RE Mouscron             | Division 1            | 10          | 0           | 0                     | 0                     | -                              | 0                              | 0                              | 10    | 0     |
| 2008-2009             | RE Mouscron             | Division 1            | 22          | 1           | 1                     | 0                     | -                              | 0                              | 0                              | 23    | 1     |
| 2009-2010             | RE Mouscron             | Division 1            | 13          | 0           | 0                     | 0                     | -                              | 0                              | 0                              | 13    | 0     |
| Total sur la carrière | Total sur la carrière   | Total sur la carrière | 174         | 18          | 9                     | 0                     | -                              | 3                              | 0                              | 186   | 18    |